# ۸۱ (عدد)
۸۱(هشتاد و یک) یک عدد طبیعی است که بعد از ۸۰ و قبل از ۸۲ قرار دارد. این عدد یک مربع کامل و برابر ۹ به توان ۲ است.